# Johann Nepomuk Tröndlin
Johann Nepomuk Tröndlin (Fribourg-en-Brisgau, 1790 – Leipzig, 1862) est un facteur de pianos allemand.

## Biographie
Johann Nepomuk Tröndlin est le fils de Lorenz Michael Tröndlin, polisseur de grenat et meunier et de son épouse, Marie-Madeleine, née Dessoswa. Après des études secondaires, il apprend chez un menuisier et facteur de piano. Il échappe au service militaire en fuyant d'abord vers Donaueschingen, puis se rend à Vienne. À Vienne — qui était à cette époque un des principaux atelier de construction de pianos — il travaille comme menuisier et journalier chez des fabricants de piano auprès de différents maîtres, notamment sans doute, chez Matthieu Andreas Stein.
En 1821, Tröndlin s'installe à Leipzig. Il exerce d'abord chez Breitkopf & Härtel. L'éditeur de musique possédait à époque, sa propre fabrique d'instruments et Tröndlin était responsable de l'intonation (le réglage de la force des marteaux) et de l'acceptation des instruments finis.

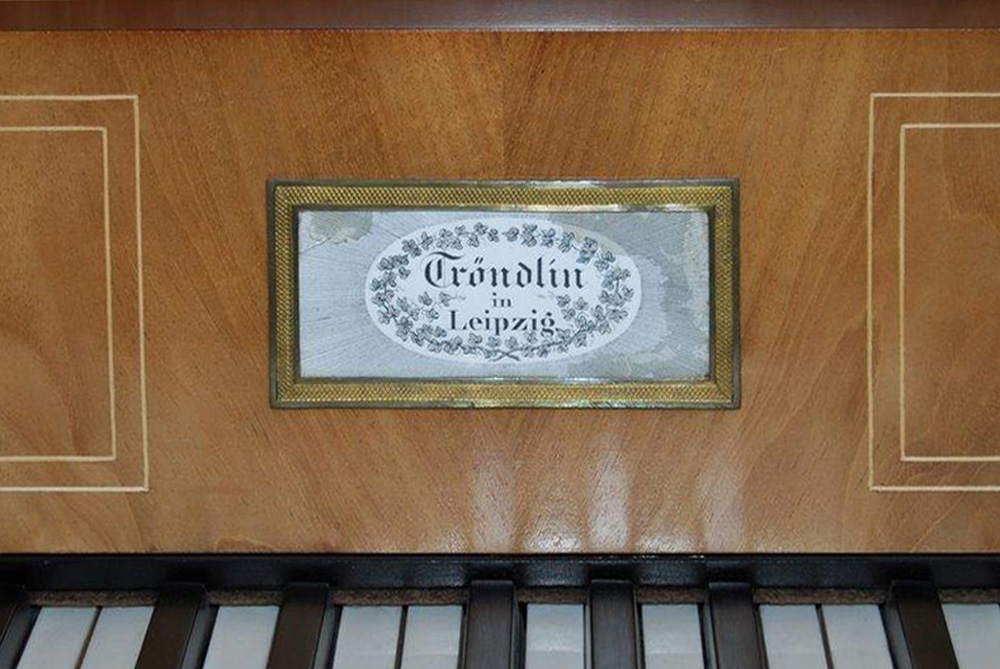
Étiquette apposée sur un instrument de Tröndlin.

En avril 1824, Tröndlin ouvre son propre atelier. D'après les chiffres de sa production, on peut conclure qu'il employait environ 10 à 14 compagnons, pour 40 à 60 instruments construits par an. Les instruments de Tröndlin  avaient une réputation de haute qualité et ont, entre autres, été appréciés de Felix Mendelssohn, Robert et Clara Schumann. Mendelssohn l'a introduit au Gewandhaus. En 1855, âgé de 65 ans, Tröndlin vend son atelier et prend sa retraite. 
Après quelques années à Leipzig, Tröndlin ayant des biens fonciers et à ce titre, il acquiert droit de cité en tant que Leipzichois. Dans les années 1830, il devient membre du conseil municipal. Avec Robert Blum et six autres personnalités, il fonde à Leipzig l'assemblée de l'Église Catholique allemande, qui est aussi la première constitution d'une église catholique allemande, organisé à Leipzig pour la Pâques 1845.
En 1829, il épouse Emilie Mathilde Kabitzsch, fille d'un propriétaire terrien de Leipzig. Le couple a trois filles, Elwine (née en 1829), Elisa (1833) et Clotilde (1839), ainsi qu'un fils, Carl Bruno (1835–1908). Carl Bruno Tröndlin étudie le droit et les sciences politiques, puis devient conseiller municipal en 1874, puis adjoint au maire et maire de Leipzig, de 1899 à 1908. Une partie de l'Innenstadtrings à Leipzig depuis 1909, porte le nom de Tröndlinring. C'est ainsi que la ville arbore sur les panneaux de signalisation et par son fils, le nom du facteur de piano.

## Enregistrements
Pour le label Brilliant Classics, Jan Vermeulen a enregistré Weber sur un instrument de 1828.